# Жизнь в розовом цвете
«Жизнь в ро́зовом цве́те» (фр. La Vie en Rose, La Môme — «Малы́шка») — фильм-биография Эдит Пиаф, вышедший на экраны в 2007 году. Исполнительница главной роли Марион Котийяр получила за него «Оскар». Название фильма отсылает к песне La Vie en rose, ставшей визитной карточкой певицы. Помимо записей Эдит Пиаф, большинство музыкальных партий в фильме исполнила француженка Жиль Эгро.

## Сюжет
Фильм воссоздаёт страницы биографии знаменитой французской певицы Эдит Пиаф, начиная с её детства, проведённого в крайней нужде, до её смерти уже в статусе настоящей легенды. Картина переносит зрителя из десятилетия в десятилетие, обрисовывая наиболее значимые эпизоды из жизни певицы.

## В ролях
| Актёр             | Роль                                               |
| ----------------- | -------------------------------------------------- |
| Марион Котийяр    | Эдит Пиаф                                          |
| Сильви Тестю      | Симона Берто, «Момона», лучшая подруга юности Эдит |
| Паскаль Греггори  | Луи Баррье, импресарио                             |
| Эмманюэль Сенье   | Титин                                              |
| Жерар Депардьё    | Луи Лепле                                          |
| Жан-Поль Рув      | Луи Гассьон, отец Эдит                             |
| Клотильда Куро    | Аннетта Майяр, мать Эдит                           |
| Катрин Аллегре    | Луиза Гассьон, бабушка Эдит по отцовской линии     |
| Фарида Амруш      | Аиша, бабушка Эдит по материнской линии            |
| Жан-Пьер Мартинш  | Марсель Сердан, большая любовь Эдит Пиаф, боксёр   |
| Марк Барбе        | Раймон Ассо, композитор                            |
| Кэролайн Рейно    | Жину                                               |
| Мари-Армель Деги  | Маргерит Монно, композитор, близкая подруга Эдит   |
| Андре Панверн     | Жак Канетти                                        |
| Жан-Поль Мюэль    | Бруно Кокатрикс                                    |
| Лоран Ольмедо     | Жак Пиллс                                          |
| Каролин Сильоль   | Марлен Дитрих                                      |
| Доминик Патюрель  | Люсьен Рупп                                        |
| Альбан Кастерман  | Шарль Азнавур                                      |
| Элизабет Коммелин | Даниэль Бонель, актриса                            |

## Награды и номинации

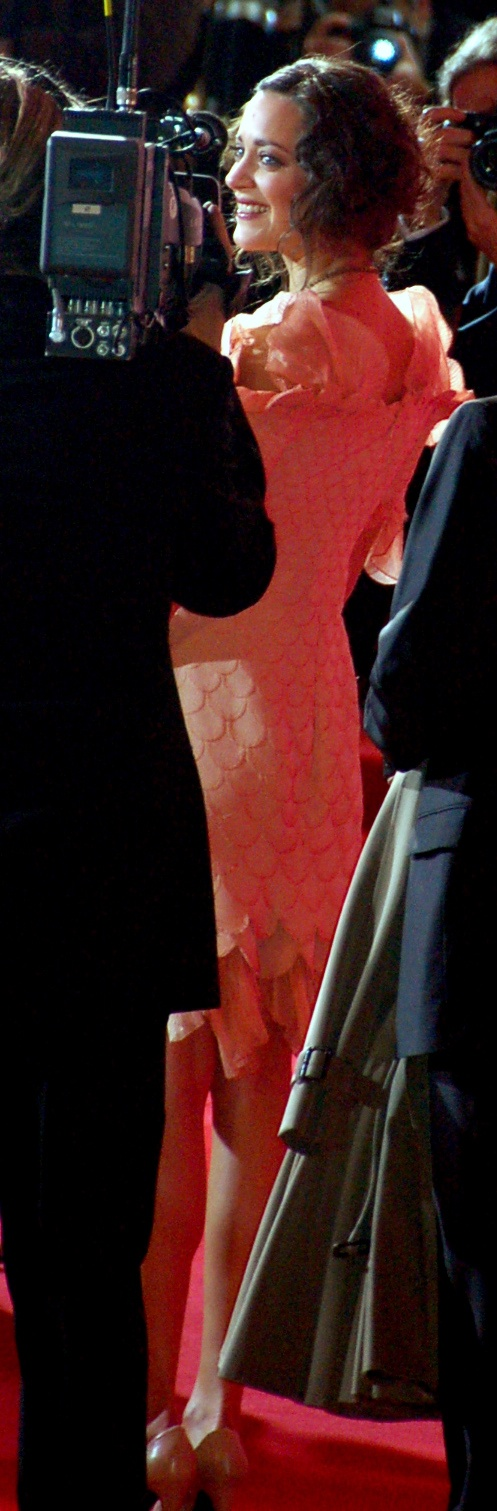
Марион Котийяр на церемонии вручения премий «Сезар» в 2008 году

Фильм получил большое количество премий и номинаций на различных кинофестивалях, в том числе:

### Награды
- 2008 — Премия «Оскар»
  - Лучший грим — Дидье Лавернь[англ.], Джэн Арчибальд[англ.]
  - Лучшая актриса — Марион Котийяр
- 2008 — Премия BAFTA
  - Лучшая актриса — Марион Котийяр
  - Лучший грим — Джэн Арчибальд[англ.], Дидье Лавернь[англ.]
  - Лучшие костюмы — Марит Аллен
  - Лучшая музыка — Кристофер Ганнинг
- 2008 — Премия «Сезар»
  - Лучшая актриса — Марион Котийяр
  - Лучшая операторская работа — Тэцуо Нагата
  - Лучшие костюмы — Марит Аллен
  - Лучший звук — Лоран Зейлиг[фр.], Паскаль Виллар[фр.], Жан-Поль Урье[фр.], Марк Дуан[фр.]
  - Лучшие декорации — Оливье Рау[фр.]
- 2008 — Премия «Золотой глобус»
  - Лучшая актриса музыкального или комедийного фильма — Марион Котийяр
- 2008 — Премия «Люмьер»
  - Лучшая актриса — Марион Котийяр
  - Приз зрителей — Оливье Даан

### Номинации
- 2008 — Премия «Оскар»
  - Лучшие костюмы
- 2008 — Премия BAFTA
  - Лучший неанглоязычный фильм — Оливье Даан, Ален Гольдман[фр.]
  - Лучший звук
  - Лучшие декорации
- 2008 — Берлинский кинофестиваль
  - «Золотой медведь» — Оливье Даан
- 2008 — Премия «Сезар»
  - Лучший режиссёр — Оливье Даан
  - Лучший монтаж — Ричард Маризи
  - Лучший фильм — Оливье Даан, Ален Гольдман[фр.]
  - Лучший актёр второго плана — Паскаль Греггори
  - Лучшая актриса второго плана — Сильви Тестю
  - Лучший сценарий — Оливье Даан